# Hävd (juridik)
Hävd (fsv. hæfþ, som betydde att ha, äga, inneha, besitta) är ett juridiskt begrepp som beteckning på ett rättsinstitut, som kan sammanfattas så att då någon som i god tro förvärvat något, till vilken överlåtaren inte kunnat styrka sin rätt, ändå ger rättsskydd åt förvärvaren sedan denne eller hans fångesmän tillsammans under viss tid haft vad som förvärvats i sin besittning.

## Bestämmelser enligt äldre jordabalk
Ett rättsinstitut, där rättskydd ges besittaren vid förvärv i god tro, är för den allmänna samfärdselns trygghet oumbärligt. I svensk rätt har hävd endast tillämpats vid förvärv av fast egendom. 
I äldre svensk rätt gavs skydd mot klander efter besittning under tre år efter vunnen laga fasta (=inskrivning i jordebok eller fastighetsbok). 
Under förarbetena till 1734 års lag hade man för avsikt att göra uppbudstiden till allmän hävdetid och därigenom utesluta all på tidigare äganderätt grundad talan mot den, som vunnit laga fasta men den avsikten fullföljdes inte. Då inte heller den äldre treåriga hävdetiden upptogs i lagen, blev resultatet, att klander av fång till fast egendom stod öppet under obegränsad tid. 
Behovet av ett hävdeinstitut gjorde sig efter hand gällande. Genom den kungliga förklaringen den 14
maj 1805 infördes därför nya fatalietider för klander. Dessa tider var dock inte satta i visst förhållande till laga fasta eller lagfart. Bland de i 1805 års förklaring bestämda fatalietider kan särskilt anmärkas på den stadgade frist om tjugo år för rätte ägarens arvingar, räknade från arvlåtarens död, efter vilken all talan från arvingarnas sida var utesluten mot en besittare, som kommit i besittning av en fastighet i god tro. 
Den då gällande svenska rätten innefattattades i förordningen om tjuguårig hävd 22 april 1881. Härigenom gjordes hävdetidens utgångspunkt åter beroende av lagfarten, såsom gällt på landslagens tid. 
I 1 §
av 1881 års förordning anges de allmänna villkoren för den tjuguåriga hävden på följande sätt:
"Har någon i god tro åtkommit fast egendom och den efter vunnen lagfart såsom egare besuttit utan afbrott under tjugu år, då må ej klander, som därefter på grund af äldre rätt instämmas,
emot häfden gälla". 
Till den i äldre lagstiftning förekommande grundsatsen, att hävd inte gäller mot staten, finns i 1881 års förordning ingen motsvarighet. Hävdebesittaren ägde tillgodoräkna sig sina fångesmäns besittningstid på det sätt som stadgades i 2
§ av nämnda förordning stadgas. Samtidigt med 1881 års förordning om tjuguårig hävd infördes i förordningen om lagfart 16 juni 1875 vissa av det nya hävdeinstitutet beroende ändringar,
som gjorde det möjligt att få lagfart även i det fall då fångesmannens åtkomst inte kunde styrkas.
I Lagberedningens 31 dec. 1907 avgivna förslag till jordabalk, andra avdelningen, upptogs hävdeinstitutet, dock med viss skillnad i jämförelse med tidigare rätt.
Beredningen ansåg att tiden av tjugo år kunde utan fara för rättssäkerheten nedsättas till hälften.

### Urminnes hävd
Ibland lägger man in samma betydelse för den hävd, som nämns ovan (’’viss tids hävd’’)  med begreppet urminnes hävd. Men dessa båda rättsinstitut är varandra mycket olika. Viss tids hävd kan betraktas såsom ett laga fång, medan urminnes hävd är ett slags bevis (ett antagande) om, att det rättstillstånd som sedan gammalt funnits, också har tillkommit på ett lagligt sätt. I 15:e kap. l:a § jordabalken ges urminnes hävd följande definition: "Det är urminnes häfd: där man någon fast egendom eller rättighet i så lång tid okvald och ohindrad besutit, nyttjat och brukat hafver, att ingen minnes eller af sanna sago vet, huru hans förfäder eller fångesmän först därtill komne äro".
Urminnes hävd kommer till användning dels beträffande äganderätt i gränstvister, dels i fråga om sådana ägor, som omtalas i 15:e kap. 3 § jordabalken, utjord eller urfjäll, kvarn och kvarnställe, eller annat vattenverk, eller öar och holmar eller rätt till fiske. Även servitut kan stoppas genom att man åberopar urminnes hävd. För att styrka detta använder man sig av förutom gamla brev och skrifter främst vittnesbevis av trovärdiga män.
En sådan styrkt urminnes hävd motbevisas inte av bevisning för att förhållandet i ännu äldre tid varit annorlunda, utan först genom bevisning om att den nuvarande innehavarens företrädare olovligen tillägnat sig egendomen av någon, från vilken den som bestrider hävden härleder sin rätt. I takt med att kataster- och fastighetsboksväsendet vinner fulländning, blir urminnes hävd överflödig. Till exempel, år 1683 beslutade staten att fjällen tillhörde staten. Samerna stämde 1966 staten om äganderätten men förlorade i Högsta domstolen 1981.
Rättsinstitutet kvarstår fortfarande i de nordiska ländernas rätt, men är annars nästan överallt avskaffat. Även behovet av viss tids hävd minskas i mån av kataster- 
och fastighetsboksväsendets utveckling. Så skyddas enligt gällande tysk rätt den, som genom överlåtelse i god tro förvärvat en fastighet från den, vilken i fastighetsboken senast inskrivits såsom ägare, i sitt rättsförvärv utan avseende vid, att överlåtaren i verkligheten inte varit rätt ägare och därför inte ägt överlåta fastigheten; rättsskyddet inträder omedelbart med förvärvet, utan att viss hävdetid behöver förflyta. Detta är en motsvarighet till den — i huvudsak även hos oss gällande — rättsgrundsats, som i fråga om förvärv av lösa saker genom överlåtelse omedelbart skyddar besittaren som ägare, så vida han kan åberopa förvärv i god tro.
Se även laga hävd.
Vad gäller rätten till kvarn och kvarnställe, eller annat vattenverk saknar denna rätt någon betydelse i frågan om det finns ett tillstånd enligt miljöbalken eller äldre lagstiftning. Av 5 § övergångsbestämmelserna till miljöbalken framgår att balken godtar endast tillstånd som har meddelats enligt äldre lagstiftning. Rätt som uppkommit genom urminnes hävd har inte meddelats på något sätt och uppnår därför inte status av ett s.k. miljötillstånd. Den äganderätt, rådighet, som dock har uppkommit genom hävd fortsätter att gälla även efter miljöbalkens ikraftträdande.

## Hävd enligt jordabalken från 1970
Enligt den nya jordabalken kan man ej längre skapa "ny" urminnes hävd. 
Dock gäller enligt 6 § övergångsbestämmelserna att: "Genom nya balken inskränkes ej den rätt som före balkens ikraftträdande tillkommit någon på grund av urminnes hävd."
Jordeboken och fastighetsboken har numera ersatts av fastighetsregistret genom fastighetsbildningslagen.